# Gran Premio motociclistico della Germania Est 1968
Il Gran Premio motociclistico della Germania Est fu il sesto appuntamento del motomondiale 1968.
Si svolse il 14 luglio 1968 presso il Sachsenring, alla presenza di quasi 300.000 spettatori. Quattro le classi in programma (125, 250, 350 e 500).
In 350 e 500, solita doppietta di Giacomo Agostini, che si riconfermò campione della "mezzo litro".
Le gare di 125 e 250 furono invece appannaggio dei piloti Yamaha: Phil Read vinse nella ottavo di litro, Bill Ivy nella quarto di litro.

## Classe 500

### Arrivati al traguardo
| Pos. | Pilota           | Moto              | Tempo        | Punti |
| ---- | ---------------- | ----------------- | ------------ | ----- |
| 1    | Giacomo Agostini | MV Agusta         | 1h 00' 39" 4 | 8     |
| 2    | Alberto Pagani   | LinTo             | +1 giro      | 6     |
| 3    | Jack Findlay     | Matchless         | +1 giro      | 4     |
| 4    | John Cooper      | Seeley            | +1 giro      | 3     |
| 5    | Billie Nelson    | Paton             | +1 giro      | 2     |
| 6    | Godfrey Nash     | Norton            | +1 giro      | 1     |
| 7    | Peter Williams   | Matchless         |              |       |
| 8    | Keith Turner     | Matchless         |              |       |
| 9    | John Hartle      | Metisse-Matchless |              |       |
| 10   | Dan Shorey       | Norton            |              |       |
| 11   | Gyula Marsovszky | Matchless         |              |       |
| 12   | Errol Cowan      | Matchless         |              |       |
| 13   | Pentti Lehtelä   | Matchless         |              |       |
| 14   | György Kurucz    | Matchless         |              |       |

### Ritirati
| Pilota            | Moto      | Motivo ritiro |
| ----------------- | --------- | ------------- |
| Rodney Gould      | Norton    |               |
| Ron Chandler      | Seeley    |               |
| Oliver Howe       | Norton    |               |
| Kelvin Carruthers | Norton    |               |
| John Burgess      | Norton    |               |
| Jack Saunders     | Matchless |               |
| Derek Woodman     | Seeley    |               |
| Karl Hoppe        | Matchless |               |
| Giovanni Perrone  | Matchless |               |
| John Dodds        | Norton    |               |
| Rex Butcher       | Seeley    |               |
| Maurice Hawthorne | Norton    |               |
| Marty Lunde       | Norton    |               |

## Classe 350

### Arrivati al traguardo
| Pos. | Pilota            | Moto              | Tempo     | Punti |
| ---- | ----------------- | ----------------- | --------- | ----- |
| 1    | Giacomo Agostini  | MV Agusta         | 56' 07" 9 | 8     |
| 2    | Heinz Rosner      | MZ                | +3' 47" 5 | 6     |
| 3    | Kelvin Carruthers | Metisse-Aermacchi | +1 giro   | 4     |
| 4    | Ginger Molloy     | Bultaco           | +1 giro   | 3     |
| 5    | Derek Woodman     | Metisse-Aermacchi | +1 giro   | 2     |
| 6    | Billie Nelson     | Norton            | +1 giro   | 1     |

## Classe 250

### Arrivati al traguardo
| Pos. | Pilota        | Moto    | Tempo     | Punti |
| ---- | ------------- | ------- | --------- | ----- |
| 1    | Bill Ivy      | Yamaha  | 46' 44"   | 8     |
| 2    | Phil Read     | Yamaha  | +0" 1     | 6     |
| 3    | Heinz Rosner  | MZ      | +2' 09"   | 4     |
| 4    | Rodney Gould  | Yamaha  | +3' 02" 2 | 3     |
| 5    | Ginger Molloy | Bultaco | +1 giro   | 2     |
| 6    | Jack Findlay  | Bultaco | +1 giro   | 1     |

## Classe 125

### Arrivati al traguardo
| Pos. | Pilota           | Moto   | Tempo     | Punti |
| ---- | ---------------- | ------ | --------- | ----- |
| 1    | Phil Read        | Yamaha | 39' 35" 6 | 8     |
| 2    | Bill Ivy         | Yamaha |           | 6     |
| 3    | Günter Bartusch  | MZ     |           | 4     |
| 4    | László Szabó     | MZ     |           | 3     |
| 5    | Hartmut Bischoff | MZ     |           | 2     |
| 6    | Thomas Heuschkel | MZ     |           | 1     |

## Fonti e bibliografia
- Corriere dello Sport, 15 luglio 1968, pag. 2.
- Risultati della 500 su autosport.com, su autosport.com.